# Reims
Reims [ʀɛ̃s], în trecut scris și Rheims, este un oraș în Franța, sub-prefectură a departamentului Marne, în provincia istorică Champagne și regiunea Grand Est. Principala atracție turistică a orașului este Catedrala Notre-Dame. Cu toate că este cel mai populat oraș din vestul regiunii, Reims nu este nici capitala regiunii, nici prefectura departamentului.

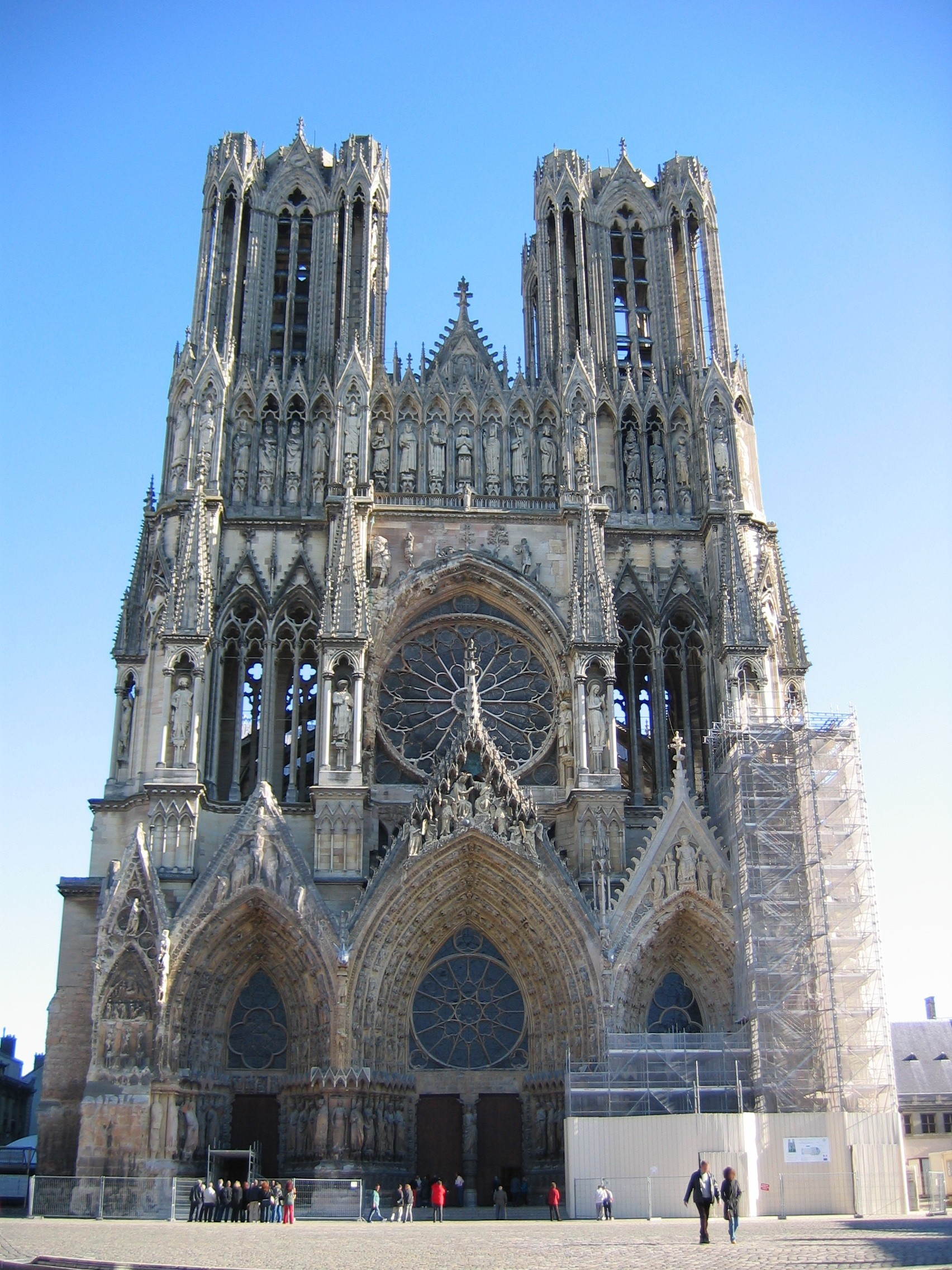
Catedrala Notre-Dame din Reims

Catedrala Notre-Dame, fosta mănăstire Sfântul Remi și Palatul Tau din Reims au fost înscrise în anul 1991 pe lista patrimoniului cultural mondial UNESCO.

## Educație
- NEOMA Business School

## Personalități
- Jean Baudrillard, filozof și sociolog francez
- Jean-Baptiste Colbert, om de stat francez
- Herbert MacKay-Fraser, pilot american
- Luigi Musso, pilot formula1 italian